# Furness

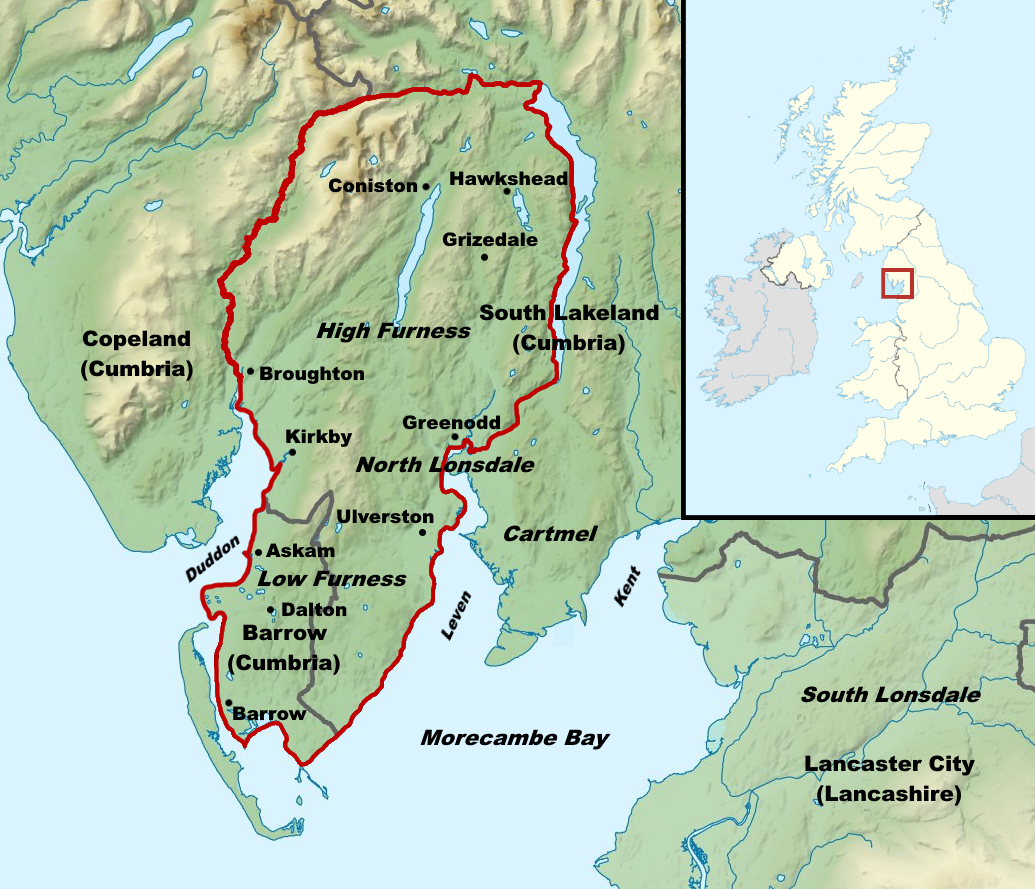
Mapa

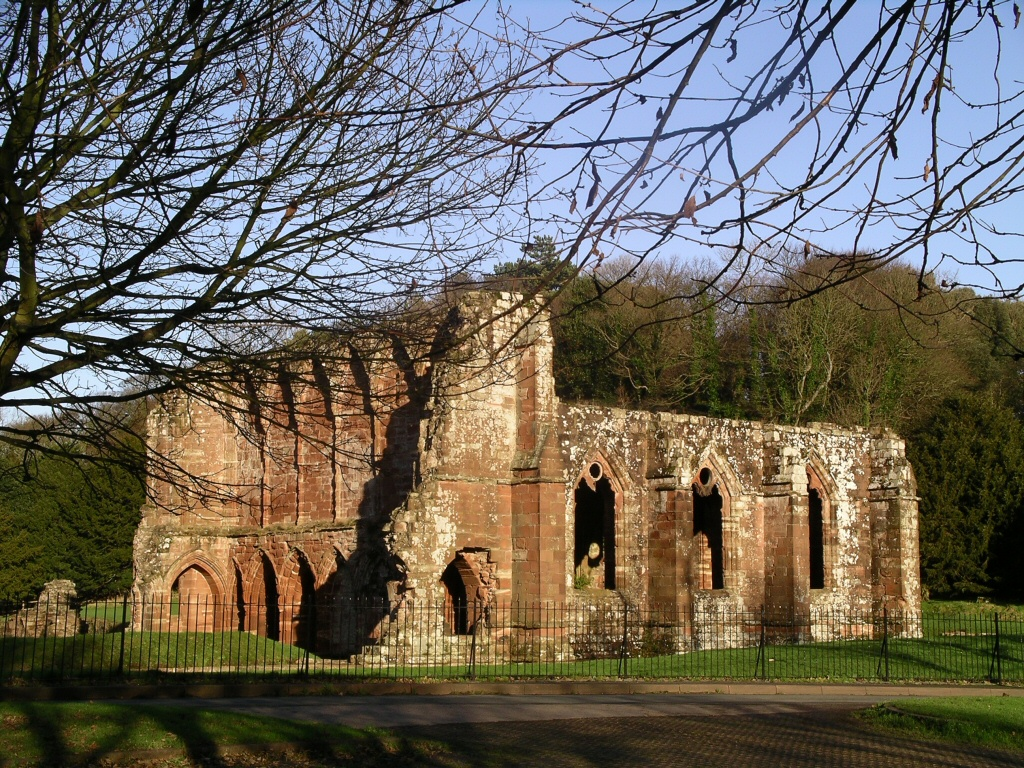
Zříceniny opatství

Furness (výslovnost [fɜːrnəs]) je region v severozápadní části Anglie o rozloze 647 km². Dělí se na Dolní Furness, vybíhající jako poloostrov do Irského moře, a Horní Furness, který náleží k Jezerní oblasti. Většinu území vyplňuje vysočina Furness Fells pocházející z období ordoviku s nejvyšším bodem Old Man of Coniston (803 m n. m.). Oblastí protékají řeky Duddon a Leven, při pobřeží leží ostrovy Walney Island a Piel Island. Východní hranici tvoří protáhlé jezero Windermere. Tradičním střediskem je přístavní město Barrow-in-Furness, dalšími významnými městy jsou Ulverston a Dalton-in-Furness.

## Historie
Do roku 1974 tvořil Furness spolu se sousedním poloostrovem Cartmel exklávu hrabství Lancashire oddělenou územím Westmorlandu (bylo také neoficiálně nazýváno Lancashire-beyond-the-Sands), po správní reformě patří Cumbrii. Název pochází ze staré norštiny ze slov futhar (kostrč) a nes (poloostrov) a odkazuje k tvaru výběžku. Významným centrem bylo benediktinské opatství Furness Abbey, založené v roce 1123 a zrušené v roce 1537 Jindřichem VIII. Díky bohatství železné rudy patřil Furness v 19. století k centrům těžkého průmyslu, jeho úpadek ve 20. století způsobil v odlehlém kraji vysokou nezaměstnanost, hlavními ekonomickými aktivitami jsou zemědělství, pastevectví a turistika. Technickou památkou je železnice Furness Railway, zřízená roku 1846.